# Star (album de U3)
Pour les articles homonymes, voir Star.
Albums par Cubic U
Precious
(1998)
Singles
Star (écrit en capitales : STAR) est un album du groupe U3 sorti en 1993, première apparition discographique de Hikaru Utada. Il est ré-édité en 2003 sous le titre Are Kara 10 Nen - Kinen Ban (あれから１０年 記念盤), avec deux pistes supplémentaires.

## Présentation
L'album sort le 17 septembre 1993 aux États-Unis et au Japon, où il atteint la 33e place du classement des ventes de l'Oricon, restant classé pendant onze semaines. 
U3 est composé des trois membres de la famille Utada : Keiko Fuji (populaire chanteuse de enka dans les années 1970, alias RA U. dans le cadre du groupe) au chant, son mari Teruzane Utada (alias SKING U.) à la production, et leur fille Hikaru (alias H°IKASO U., en référence à Picasso) au chant en duo sur deux titres ; celle-ci, alors âgée de neuf ans, a coécrit avec sa mère les paroles de l'un d'eux, Thank You. En 1996, elle prend le pseudonyme "Cubic U", et enregistre à nouveau en duo avec sa mère le single Tsumetai Tsuki -Nakanaide- (attribué à Fuji Keiko with Cubic U), puis en solo le single Close to You  en 1997 et l'album Precious en 1998, avant de continuer sa carrière sous son vrai nom.
À la suite de son succès en solo, une version remaniée de la chanson Thank You ressort en single au Japon le 5 mai 1999, six ans après sa parution sur l'album Star, dans la foulée du succès de son album First Love, atteignant la 39e place de l'oricon ; le single contient en "face B" une version remaniée de l'autre titre de l'album avec Hikaru, Kodomotachi no Uta ga Kikoeru. Ce dernier titre ressort lui-même en maxi-single le 21 juillet 2002, avec trois autres titres de l'album en complément (Ai Shite Iru yo, Ano Hi no Kimi o ; Star ; Thank You)
L'album Star est ré-édité au Japon à l'occasion des dix ans de sa sortie, le 21 juin 2003, mais sous un autre titre, Are Kara 10 Nen - Kinen Ban (あれから１０年 記念盤), et avec les deux versions remaniées du single Thank You rajoutées à la fin. Ces deux versions, accompagnées de leurs versions originales, ressortent à nouveau le 21 août 2009 sur un maxi-single intitulé 9 Sai no Omoide (９歳の想い出, "souvenirs de neuf ans", l'âge d'Hikaru lors de l'enregistrement initial).

## Liste des titres
| STAR  | STAR                                                           | STAR                       | STAR  | STAR | STAR | STAR | STAR | STAR | STAR |
| No    | Titre                                                          | Paroles / Musique          | Durée |      |      |      |      |      |      |
| ----- | -------------------------------------------------------------- | -------------------------- | ----- | ---- | ---- | ---- | ---- | ---- | ---- |
| 1.    | Star (STAR)                                                    | RA U. / RA U. & SKING U.   | 4:13  |      |      |      |      |      |      |
| 2.    | Nagasarete Yuku Nara (流されてゆくなら)                        | RA U.                      | 3:50  |      |      |      |      |      |      |
| 3.    | Kodomotachi no Uta ga Kikoeru (子供たちの歌が聞こえる)         | RA U.                      | 6:00  |      |      |      |      |      |      |
| 4.    | Ai Shite Iru yo, Ano Hi no Kimi o (愛しているよ、あの日の君を) | RA U.                      | 5:06  |      |      |      |      |      |      |
| 5.    | Umareta Toki Kara I Love You (生まれた時からI LOVE YOU)        | RA U. & SKING U.           | 4:22  |      |      |      |      |      |      |
| 6.    | Thank You (THANK YOU)                                          | RA U. & H°IKASO U. / RA U. | 3:49  |      |      |      |      |      |      |
| 7.    | Ikiru Koto o Oshiete Kureta (生きることを教えてくれた)         | RA U. / RA U. & SKING U.   | 4:28  |      |      |      |      |      |      |
| 8.    | Konyaku Kaisyô (婚約解消)                                      | RA U.                      | 4:39  |      |      |      |      |      |      |
| 9.    | New York Serenade (ニューヨーク・セレナーデ)                   | RA U. & SKING U.           | 3:47  |      |      |      |      |      |      |
| 10.   | Yarinaoseru Jinsei (やり直せる人生)                            | RA U.                      | 5:21  |      |      |      |      |      |      |
| 45:40 |                                                                |                            |       |      |      |      |      |      |      |

| 1.  | Star (STAR)                                                                          | 4:13 |
| 2.  | Nagasarete Yuku Nara (流されてゆくなら)                                              | 3:50 |
| 3.  | Kodomotachi no Uta ga Kikoeru (子供たちの歌が聞こえる)                               | 6:00 |
| 4.  | Ai Shite Iru yo, Ano Hi no Kimi o (愛しているよ、あの日の君を)                       | 5:06 |
| 5.  | Umareta Toki Kara I Love You (生まれた時からI LOVE YOU)                              | 4:22 |
| 6.  | Thank You (THANK YOU)                                                                | 3:49 |
| 7.  | Ikiru Koto o Oshiete Kureta (生きることを教えてくれた)                               | 4:28 |
| 8.  | Konyaku Kaisyô (婚約解消)                                                            | 4:39 |
| 9.  | New York Serenade (ニューヨーク・セレナーデ)                                         | 3:47 |
| 10. | Yarinaoseru Jinsei (やり直せる人生)                                                  | 5:21 |
| 11. | Thank You (Maxi Version) (THANK YOU (MAXI Version))                                  | ?    |
| 12. | Kodomotachi no Uta ga Kikoeru (Maxi Version) (子供たちの歌が聞こえる (MAXI Version)) | ?    |